# Contaminarea (Star Trek: Generația următoare)
"Contagion" este un episod din al doilea sezon al serialul științifico-fantastic „Star Trek: Generația următoare”. Scenariul este scris de Steve Gerber; regizor este Joseph L. Scanlan. A avut premiera la 20 martie 1989 .

## Prezentare
Un periculos virus informatic extraterestru se răspândește pe nava Enterprise, după ce cauzează distrugerea surorii sale, USS Yamato.

## Vezi și
- 1989 în științifico-fantastic